# Горин, Чарли
Чарлз Перри Горин (англ. Charles Perry Gorin; 6 февраля 1928, Уэйко, Техас — 21 февраля 2021, Остин, там же) — американский бейсболист. Играл на позиции питчера. В 1954 и 1955 годах выступал в Главной лиге бейсбола в составе клуба «Милуоки Брэйвз». На любительском уровне играл в команде Техасского университета, дважды побеждал в Мировой серии колледжей.

## Биография
Чарли Горин родился 6 февраля 1928 года в городе Уэйко. Вырос в Остине. В 1945 году окончил старшую школу Остина. После выпуска был призван на военную службу, которую проходил на флоте. После демобилизации вернулся в Остин и поступил в Техасский университет, окончил его в 1950 году. В сезонах 1949 и 1950 годов он был стартовым питчером его бейсбольной команды, дважды выигрывал Мировую серию колледжей.
После окончания университета Горин подписал контракт с клубом «Бостон Брэйвз», играл за его фарм-команды из Милуоки и Атланты. В начале 1952 года, в связи с войной в Корее, был вновь мобилизован. В течение двух лет он служил на военной базе в Пенсаколе, играл за армейскую команду.
В 1954 году Горин был демобилизован. Он возобновил спортивную карьеру в составе «Брэйвз», к этому моменту переехавших из Бостона в Милуоки. В Главной лиге бейсбола он играл в 1954 и 1955 годах, затем продолжил выступления в младших лигах. Карьеру игрока завершил 1962 году. После этого работал тренером школьных команд, с 1977 по 1990 год был ассистентом директора школы в Остине. В 2005 году его включили в Зал почёта «Техас Лонгхорнс».
Чарли Горин скончался 21 февраля 2021 года в возрасте 84 лет.